# Evolve (Ani DiFranco)
Evolve è il dodicesimo album in studio della cantautrice statunitense Ani DiFranco, pubblicato nel 2003.

## Tracce
1. Promised Land – 4:30
2. In the Way – 5:17
3. Icarus – 4:51
4. Slide – 3:50
5. O My My – 3:59
6. Evolve – 4:15
7. Shrug – 4:42
8. Phase – 3:42
9. Here for Now – 3:09
10. Second Intermission – 3:51
11. Serpentine – 10:26
12. Welcome To: – 4:57

## Premi
- Grammy Award
  - 2004: "Best Recording Package" (Ani DiFranco e Brian Grunert)